# Turn- und Sportverein München von 1860 2022-2023
Questa voce raccoglie le informazioni riguardanti il Turn- und Sportverein München von 1860 nelle competizioni ufficiali della stagione 2022-2023.

## Stagione
Nella stagione 2022-2023 il Monaco 1860, allenato da Michael Köllner, Günther Gorenzel-Simonitsch e Maurizio Jacobacci, concluse il campionato di 3. Liga all'8º posto. In Coppa di Germania il Monaco 1860 fu eliminato al primo turno dal Borussia Dortmund. In Coppa Baviera il Monaco 1860 fu eliminato ai quarti di finale dall'Illertissen.

## Rosa
| N. |                        | Ruolo | Calciatore            |
| -- | ---------------------- | ----- | --------------------- |
| 1  | Germania (bandiera)    | P     | Marco Hiller          |
| 3  | Germania (bandiera)    | D     | Niklas Lang           |
| 4  | Paesi Bassi (bandiera) | D     | Jesper Verlaat        |
| 5  | Germania (bandiera)    | C     | Quirin Moll           |
| 6  | Germania (bandiera)    | C     | Tim Rieder            |
| 7  | Germania (bandiera)    | A     | Stefan Lex            |
| 8  | Germania (bandiera)    | A     | Erik Tallig           |
| 9  | Kosovo (bandiera)      | A     | Albion Vrenezi        |
| 10 | Polonia (bandiera)     | C     | Martin Kobylański     |
| 11 | Germania (bandiera)    | D     | Fabian Greilinger     |
| 12 | Finlandia (bandiera)   | P     | Julius Schmid         |
| 13 | Germania (bandiera)    | C     | Alexander Freitag     |
| 14 | Germania (bandiera)    | A     | Meris Skenderović     |
| 15 | Germania (bandiera)    | A     | Marcel Bär            |
| 17 | Germania (bandiera)    | C     | Daniel Wein           |
| 19 | Germania (bandiera)    | A     | Fynn-Luca Lakenmacher |

| N. |                                 | Ruolo | Calciatore          |
| -- | ------------------------------- | ----- | ------------------- |
| 20 | Germania (bandiera)             | C     | Yannick Deichmann   |
| 22 | Germania (bandiera)             | D     | Christopher Lannert |
| 23 | Germania (bandiera)             | A     | Devin Sür           |
| 24 | Svizzera (bandiera)             | C     | Nathan Wicht        |
| 25 | Germania (bandiera)             | D     | Marius Willsch      |
| 26 | Austria (bandiera)              | C     | Raphael Holzhauser  |
| 27 | Germania (bandiera)             | D     | Semi Belkahia       |
| 29 | Bosnia ed Erzegovina (bandiera) | C     | Damjan Dordan       |
| 30 | Serbia (bandiera)               | A     | Milos Cocic         |
| 32 | Germania (bandiera)             | D     | Maxim Gresler       |
| 32 | Togo (bandiera)                 | A     | Mansour Ouro-Tagba  |
| 33 | Germania (bandiera)             | C     | Joseph Boyamba      |
| 36 | Germania (bandiera)             | D     | Phillipp Steinhart  |
| 38 | Germania (bandiera)             | C     | Marius Wörl         |
| 39 | Germania (bandiera)             | D     | Leandro Morgalla    |
| 40 | Germania (bandiera)             | P     | Tom Kretzschmar     |

## Organigramma societario
Area tecnica
- Allenatore: Maurizio Jacobacci
- Allenatore in seconda: Franz Hübl, Stefan Reisinger
- Preparatore dei portieri: Harald Huber
- Preparatori atletici: Jörg Mikoleit

## Calciomercato

### Sessione estiva
| Acquisti | Acquisti              | Acquisti               | Acquisti |
| R.       | Nome                  | da                     | Modalità |
| -------- | --------------------- | ---------------------- | -------- |
| C        | Joseph Boyamba        | Waldhof Mannheim       |          |
| D        | Michael Glück         | Monaco 1860 II         |          |
| C        | Martin Kobylański     | Eintracht Braunschweig |          |
| A        | Fynn-Luca Lakenmacher | Havelse                |          |
| D        | Christopher Lannert   | Verl                   |          |
| C        | Tim Rieder            | Türkgücü               |          |
| P        | Julius Schmid         | Lubecca                |          |
| A        | Meris Skenderović     | Schweinfurt 05         |          |
| D        | Jesper Verlaat        | Waldhof Mannheim       |          |
| A        | Albion Vrenezi        | Türkgücü               |          |

| Cessioni | Cessioni             | Cessioni          | Cessioni |
| R.       | Nome                 | a                 | Modalità |
| -------- | -------------------- | ----------------- | -------- |
| D        | Julian Bell          | Monaco 1860 II    |          |
| C        | Merveille Biankadi   | Heidenheim        |          |
| C        | Dennis Dressel       | Hansa Rostock     |          |
| P        | David Hundertmark    | TSV Landsberg     |          |
| C        | Richard Neudecker    | Saarbrücken       |          |
| C        | Johann Ngounou Djayo | Wacker Burghausen |          |
| D        | Stephan Salger       | Colonia II        |          |

### Sessione invernale
| Acquisti | Acquisti           | Acquisti   | Acquisti |
| R.       | Nome               | da         | Modalità |
| -------- | ------------------ | ---------- | -------- |
| C        | Raphael Holzhauser | OH Lovanio |          |

| Cessioni | Cessioni        | Cessioni        | Cessioni |
| R.       | Nome            | a               | Modalità |
| -------- | --------------- | --------------- | -------- |
| C        | Lorenz Knöferl  | Carl Zeiss Jena |          |
| D        | Michael Glück   | Hessen Kassel   |          |
| A        | Kevin Goden     | Düren           |          |
| C        | Marco Mannhardt | Illertissen     |          |

## Risultati

### 3. Liga

#### Girone di andata
| Arbitro: | Gerach |

|                                  |           |                                          |
| Borkowski 70’, 82’ Schäffler 73’ | Marcatori | 8’ (aut.) Ehlers 36’ Rieder 68’, 71’ Bär |

| Arbitro: | Ballweg |

|             |           |  |
| Verlaat 75’ | Marcatori |  |

| Arbitro: | Brand |

|                                             |           |  |
| Kobylański 29’ Lakenmacher 63’, 66’ Lex 81’ | Marcatori |  |

| Arbitro: | Bickel |

|  |           |                 |
|  | Marcatori | 90’ Skenderović |

| Arbitro: | Greif |

|                                                 |           |            |
| Kobylański 34’ Deichmann 60’ Boyamba 79’ (rig.) | Marcatori | 74’ Bolyki |

| Arbitro: | Bauer |

|                  |           |             |
| Risse 24’ (rig.) | Marcatori | 86’ Verlaat |

| Arbitro: | Fritz |

|                                               |           |                   |
| Vrenezi 2’, 32’ Lakenmacher 12’ Deichmann 35’ | Marcatori | 42’ (aut.) Hiller |

| Arbitro: | Aarnink |

|                                                                |           |             |
| Rochelt 13’ Pinckert 27’ Jacobsen 34’ (rig.) Schnellbacher 71’ | Marcatori | 78’ Boyamba |

| Arbitro: | Alt |

|                           |           |              |
| Lakenmacher 10’, 77’, 84’ | Marcatori | 90’ Schikora |

| Arbitro: | Schwengers |

|             |           |                    |
| Pašalić 68’ | Marcatori | 62’ (rig.) Vrenezi |

| Arbitro: | Brand |

|                 |           |                        |
| Skenderović 90’ | Marcatori | 15’ Costly 88’ Schmidt |

| Arbitro: | Hempel |

|  |           |                            |
|  | Marcatori | 7’ Verlaat 82’ Skenderović |

| Arbitro: | Stegemann |

|                                          |           |           |
| Deichmann 54’ Skenderović 79’ Rieder 80’ | Marcatori | 90’ Najar |

| Arbitro: | Aytekin |

|            |           |  |
| George 41’ | Marcatori |  |

| Arbitro: | Braun |

|  |           |          |
|  | Marcatori | 47’ Cuni |

| Arbitro: | Kessel |

|                  |           |  |
| Kehl 5’ Baur 64’ | Marcatori |  |

| Arbitro: | Alt |

|                    |           |              |
| Vrenezi 76’ (rig.) | Marcatori | 90’ Bastians |

| Arbitro: | Stieler |

|                          |           |              |
| Sohm 28’, 57’ Kother 90’ | Marcatori | 7’ Steinhart |

| Arbitro: | Bauer |

|                                             |           |             |
| Holzhauser 1’ Lakenmacher 7’ Kobylański 42’ | Marcatori | 56’ Baumann |

#### Girone di ritorno
| Arbitro: | Reichel |

|            |           |                            |
| Vrenezi 5’ | Marcatori | 56’ Kutschke 75’ Borkowski |

| Arbitro: | Schwengers |

|                        |           |                    |
| Starke 90’ Richter 90’ | Marcatori | 58’ Tallig 82’ Bär |

| Arbitro: | Eckermann |

|                         |           |         |
| Janssen 19’ Álvarez 59’ | Marcatori | 45’ Bär |

| Arbitro: | Kessel |

|  |           |                                   |
|  | Marcatori | 52’ Wolfram 78’ Tugbenyo 90’ Wosz |

| Halle 24 febbraio 2023, ore 19:00 CET 24ª giornata | Hallescher | 0 – 0 referto | Monaco 1860 | Leuna-Chemie-Stadion (8 582 spett.)\| Arbitro: \| Hempel \| |
| Arbitro:                                           | Hempel     |               |             |                                                             |

| Arbitro: | Jürgensen |

|  |           |             |
|  | Marcatori | 41’ Philipp |

| Arbitro: | Erbst |

|                       |           |                                   |
| Hettwer 77’ Bakir 80’ | Marcatori | 61’ Boyamba 72’ (aut.) Fleckstein |

| Arbitro: | Ballweg |

|             |           |                |
| Boyamba 34’ | Marcatori | 18’ Antonitsch |

| Arbitro: | Oldhafer |

|            |           |                          |
| Besong 71’ | Marcatori | 16’, 59’ Lex 36’ Vrenezi |

| Arbitro: | Fuchs |

|                       |           |                                       |
| Holzhauser 85’ (rig.) | Marcatori | 5’, 15’ Pohlmann 17’ Pudel 79’ Kamara |

| Arbitro: | Cortus |

|              |           |                      |
| Testroet 73’ | Marcatori | 16’, 34’ Lex 49’ Bär |

| Arbitro: | Kessel |

|                              |           |  |
| Boyamba 39’, 70’ Verlaat 89’ | Marcatori |  |

| Arbitro: | Erbst |

|                         |           |  |
| Fechner 10’ Prtajin 84’ | Marcatori |  |

| Arbitro: | Cortus |

|                        |           |  |
| Eder 8’ (aut.) Lex 82’ | Marcatori |  |

| Arbitro: | Exner |

|                              |           |  |
| Günther-Schmidt 24’ Gaus 34’ | Marcatori |  |

| Arbitro: | Benen |

|                |           |  |
| Holzhauser 45’ | Marcatori |  |

| Arbitro: | Schwengers |

|                              |           |                              |
| Harenbrock 21’ Engelmann 90’ | Marcatori | 64’ Deichmann 84’ Greilinger |

| Arbitro: | Stegemann |

|                                     |           |                 |
| Lex 14’ Lakenmacher 37’ Verlaat 42’ | Marcatori | 84’ (rig.) Bahn |

| Arbitro: | Bickel |

|                                 |           |                   |
| Gómez 65’ Greilinger 88’ (aut.) | Marcatori | 48’ Bär 89’ Cocic |

### Coppa di Germania
| Arbitro: | Brand |

|  |           |                                     |
|  | Marcatori | 8’ Malen 31’ Bellingham 35’ Adeyemi |

### Coppa Baviera
| 26 luglio 2022, ore 18:30 CEST Primo turno | SV Rödelmaier | 0 – 7 | Monaco 1860 |  |

| 16 agosto 2022, ore 18:30 CEST Secondo turno | TuS Feuchtwangen | 0 – 8 | Monaco 1860 |  |

| 6 settembre 2022, ore 19:00 CEST Ottavi di finale | Türkgücü | 1 – 3 | Monaco 1860 |  |

| 27 settembre 2022, ore 18:30 CEST Quarti di finale | Illertissen | 1 – 0 | Monaco 1860 |  |

## Statistiche

### Statistiche di squadra
| Competizione      | Punti | In casa | In casa | In casa | In casa | In casa | In casa | In trasferta | In trasferta | In trasferta | In trasferta | In trasferta | In trasferta | Totale | Totale | Totale | Totale | Totale | Totale | DR  |
| Competizione      | Punti | G       | V       | N       | P       | Gf      | Gs      | G            | V            | N            | P            | Gf           | Gs           | G      | V      | N      | P      | Gf     | Gs     | DR  |
| ----------------- | ----- | ------- | ------- | ------- | ------- | ------- | ------- | ------------ | ------------ | ------------ | ------------ | ------------ | ------------ | ------ | ------ | ------ | ------ | ------ | ------ | --- |
| 3. Liga           | 57    | 19      | 11      | 2       | 6       | 35      | 21      | 19           | 5            | 7            | 7            | 26           | 31           | 38     | 16     | 9      | 13     | 61     | 52     | +9  |
| Coppa di Germania | -     | 1       | 0       | 0       | 1       | 0       | 3       | 0            | 0            | 0            | 0            | 0            | 0            | 1      | 0      | 0      | 1      | 0      | 3      | -3  |
| Coppa Baviera     | -     | 0       | 0       | 0       | 0       | 0       | 0       | 4            | 3            | 0            | 1            | 18           | 2            | 4      | 3      | 0      | 1      | 18     | 2      | +16 |
| Totale            | 57    | 20      | 11      | 2       | 7       | 35      | 24      | 23           | 8            | 7            | 8            | 44           | 33           | 43     | 19     | 9      | 15     | 79     | 57     | +22 |

### Andamento in campionato
| Giornata  | 1 | 2 | 3 | 4 | 5 | 6 | 7 | 8 | 9 | 10 | 11 | 12 | 13 | 14 | 15 | 16 | 17 | 18 | 19 | 20 | 21 | 22 | 23 | 24 | 25 | 26 | 27 | 28 | 29 | 30 | 31 | 32 | 33 | 34 | 35 | 36 | 37 | 38 |
| --------- | - | - | - | - | - | - | - | - | - | -- | -- | -- | -- | -- | -- | -- | -- | -- | -- | -- | -- | -- | -- | -- | -- | -- | -- | -- | -- | -- | -- | -- | -- | -- | -- | -- | -- | -- |
| Luogo     | T | C | C | T | C | T | C | T | C | T  | C  | T  | C  | T  | C  | T  | C  | T  | C  | C  | T  | T  | C  | T  | C  | T  | C  | T  | C  | T  | C  | T  | C  | T  | C  | T  | C  | T  |
| Risultato | V | V | V | V | V | N | V | P | V | N  | P  | V  | V  | P  | P  | P  | N  | P  | V  | P  | N  | P  | P  | N  | P  | N  | N  | V  | P  | V  | V  | P  | V  | P  | V  | N  | V  | N  |
| Posizione | 3 | 3 | 1 | 1 | 1 | 1 | 1 | 2 | 2 | 1  | 2  | 2  | 2  | 2  | 2  | 5  | 6  | 6  | 5  | 6  | 6  | 8  | 8  | 8  | 8  | 8  | 9  | 8  | 9  | 9  | 8  | 9  | 9  | 9  | 8  | 9  | 8  | 8  |

Legenda:

Luogo: C = Casa; T = Trasferta. Risultato: V = Vittoria; N = Pareggio; P = Sconfitta.

### Statistiche dei giocatori
| Giocatore      | 3. Liga  | 3. Liga | 3. Liga     | 3. Liga    | Coppa di Germania | Coppa di Germania | Coppa di Germania | Coppa di Germania | Totale   | Totale | Totale      | Totale     |
| Giocatore      | Presenze | Reti    | Ammonizioni | Espulsioni | Presenze          | Reti              | Ammonizioni       | Espulsioni        | Presenze | Reti   | Ammonizioni | Espulsioni |
| -------------- | -------- | ------- | ----------- | ---------- | ----------------- | ----------------- | ----------------- | ----------------- | -------- | ------ | ----------- | ---------- |
| S. Belkahia    | 21       | 0       | 3           | 0          | 0                 | 0                 | 0                 | 0                 | 21       | 0      | 3           | 0          |
| J. Boyamba     | 33       | 6       | 4           | 0          | 0                 | 0                 | 0                 | 0                 | 33       | 6      | 4           | 0          |
| M. Bär         | 25       | 6       | 2           | 0          | 1                 | 0                 | 0                 | 0                 | 26       | 6      | 2           | 0          |
| M. Cocic       | 4        | 1       | 0           | 0          | 0                 | 0                 | 0                 | 0                 | 4        | 1      | 0           | 0          |
| Y. Deichmann   | 34       | 4       | 6           | 0          | 1                 | 0                 | 0                 | 0                 | 35       | 4      | 6           | 0          |
| D. Dordan      | 0        | 0       | 0           | 0          | 0                 | 0                 | 0                 | 0                 | 0        | 0      | 0           | 0          |
| A. Freitag     | 1        | 0       | 0           | 0          | 0                 | 0                 | 0                 | 0                 | 1        | 0      | 0           | 0          |
| M. Glück       | 1        | 0       | 0           | 0          | 0                 | 0                 | 0                 | 0                 | 1        | 0      | 0           | 0          |
| F. Greilinger  | 21       | 1       | 2           | 0          | 0                 | 0                 | 0                 | 0                 | 21       | 1      | 2           | 0          |
| M. Gresler     | 0        | 0       | 0           | 0          | 0                 | 0                 | 0                 | 0                 | 0        | 0      | 0           | 0          |
| M. Hiller      | 34       | 0       | 1           | 0          | 1                 | 0                 | 0                 | 0                 | 35       | 0      | 1           | 0          |
| R. Holzhauser  | 14       | 3       | 3           | 0          | 0                 | 0                 | 0                 | 0                 | 14       | 3      | 3           | 0          |
| M. Kobylański  | 23       | 3       | 4           | 0          | 1                 | 0                 | 0                 | 0                 | 24       | 3      | 4           | 0          |
| T. Kretzschmar | 4        | 0       | 1           | 0          | 0                 | 0                 | 0                 | 0                 | 4        | 0      | 1           | 0          |
| F. Lakenmacher | 35       | 8       | 3           | 0          | 1                 | 0                 | 0                 | 0                 | 36       | 8      | 3           | 0          |
| N. Lang        | 15       | 0       | 2           | 0          | 1                 | 0                 | 1                 | 0                 | 16       | 0      | 3           | 0          |
| C. Lannert     | 29       | 0       | 3           | 0          | 1                 | 0                 | 1                 | 0                 | 30       | 0      | 4           | 0          |
| S. Lex         | 32       | 7       | 3           | 0          | 1                 | 0                 | 0                 | 0                 | 33       | 7      | 3           | 0          |
| Q. Moll        | 21       | 0       | 7           | 0          | 0                 | 0                 | 0                 | 0                 | 21       | 0      | 7           | 0          |
| L. Morgalla    | 31       | 0       | 1           | 0          | 1                 | 0                 | 0                 | 0                 | 32       | 0      | 1           | 0          |
| M. Ouro-Tagba  | 1        | 0       | 1           | 0          | 0                 | 0                 | 0                 | 0                 | 1        | 0      | 1           | 0          |
| T. Rieder      | 22       | 2       | 4           | 1          | 1                 | 0                 | 0                 | 0                 | 23       | 2      | 4           | 1          |
| J. Schmid      | 0        | 0       | 0           | 0          | 0                 | 0                 | 0                 | 0                 | 0        | 0      | 0           | 0          |
| M. Skenderović | 27       | 4       | 3           | 0          | 1                 | 0                 | 0                 | 0                 | 28       | 4      | 3           | 0          |
| P. Steinhart   | 26       | 1       | 8           | 0          | 1                 | 0                 | 0                 | 0                 | 27       | 1      | 8           | 0          |
| D. Sür         | 0        | 0       | 0           | 0          | 0                 | 0                 | 0                 | 0                 | 0        | 0      | 0           | 0          |
| E. Tallig      | 20       | 1       | 2           | 0          | 1                 | 0                 | 0                 | 0                 | 21       | 1      | 2           | 0          |
| J. Verlaat     | 36       | 5       | 10          | 0          | 1                 | 0                 | 0                 | 0                 | 37       | 5      | 10          | 0          |
| A. Vrenezi     | 33       | 6       | 4           | 0          | 1                 | 0                 | 0                 | 0                 | 34       | 6      | 4           | 0          |
| D. Wein        | 12       | 0       | 4           | 0          | 0                 | 0                 | 0                 | 0                 | 12       | 0      | 4           | 0          |
| N. Wicht       | 1        | 0       | 0           | 0          | 0                 | 0                 | 0                 | 0                 | 1        | 0      | 0           | 0          |
| M. Willsch     | 6        | 0       | 0           | 0          | 0                 | 0                 | 0                 | 0                 | 6        | 0      | 0           | 0          |
| M. Wörl        | 18       | 0       | 1           | 0          | 0                 | 0                 | 0                 | 0                 | 18       | 0      | 1           | 0          |